# شهر داوود

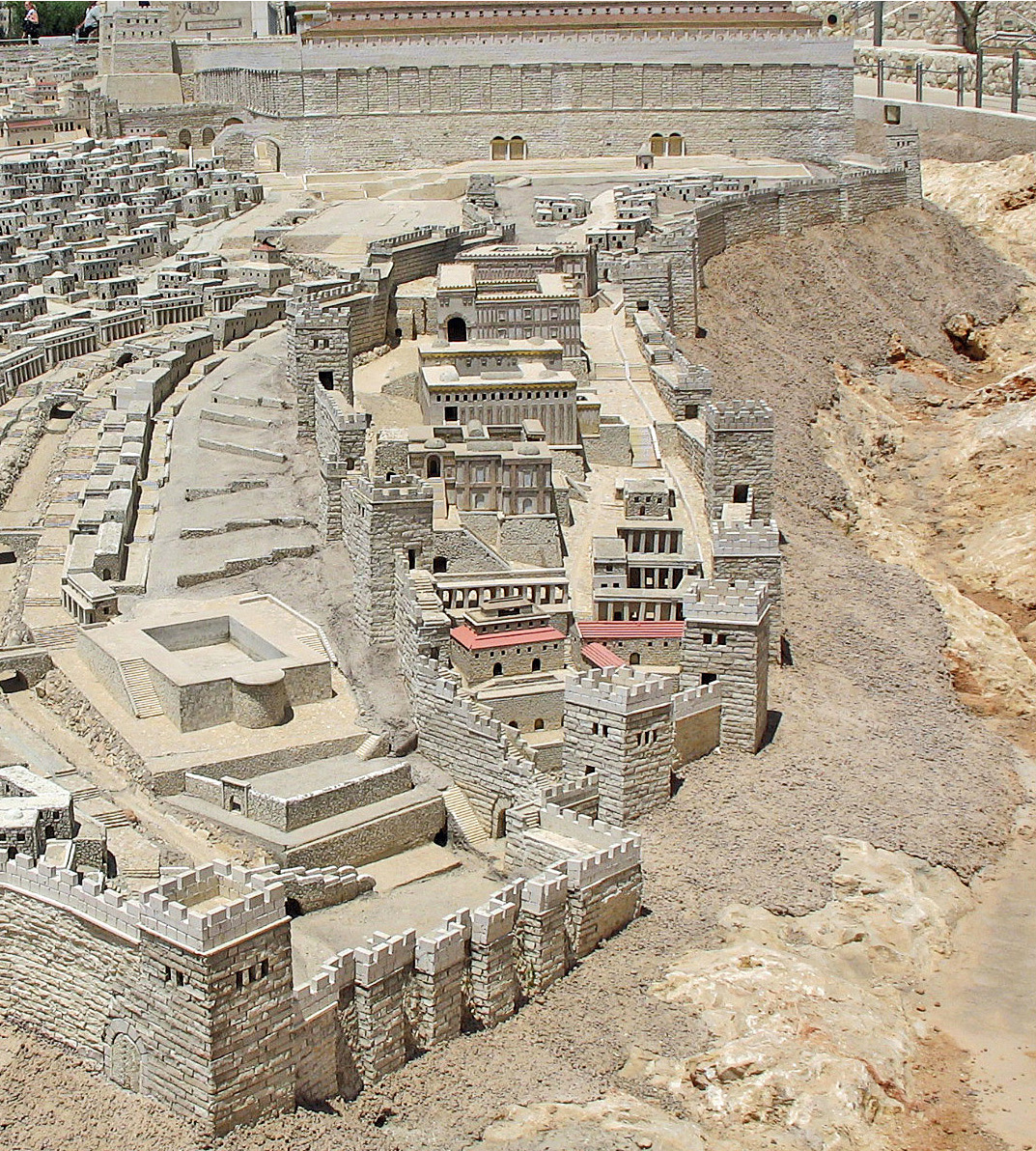

شهر داوود (عبری: עיר דוד) یک مجموعه باستان‌شناسی در شهر اورشلیم است که پیش‌بینی می‌شود هسته اصلی اورشلیم باستان بوده‌است.
این مجموعه که شامل تونل‌ها و سازه‌های آب‌رسانی و سنگی می‌باشد محل حکومت داوود پادشاه یهودیان بوده‌است. در کتاب مقدس آمده‌است که اورشلیم توسط مردمان یبوسی ساخته شده بود اما توسط نیروهای داوود به تصرف درآمد و مرکز حکومت آنها شد.
برای اولین بار به صورت رسمی اکتشافات باستان‌شناسی این منطقه در قرن نوزدهم با حفاری‌های انجام شده توسط چارلز وارن در سال ۱۸۶۷ آغاز شد.

## نگارخانه

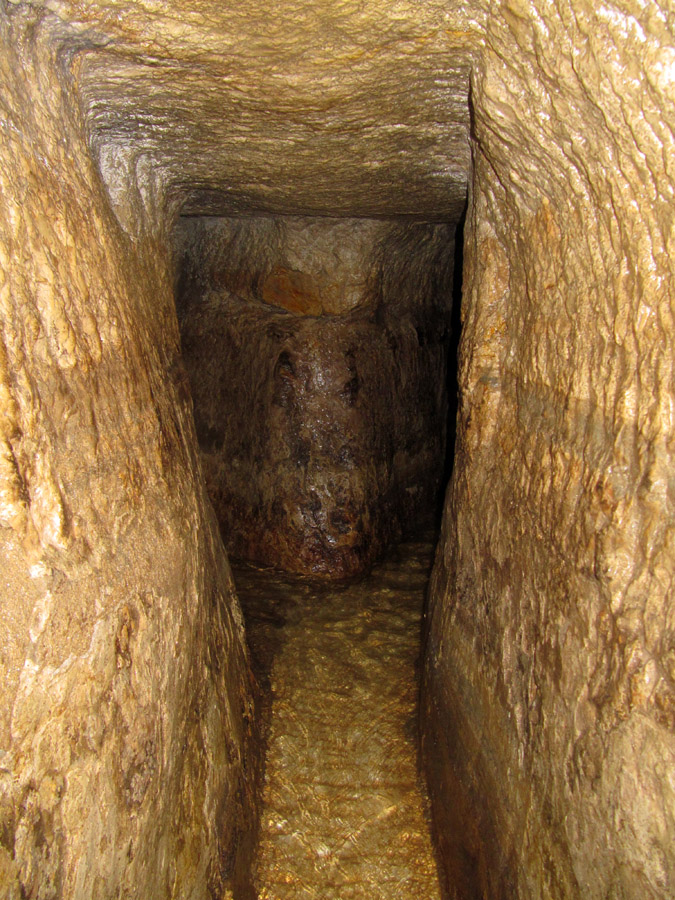
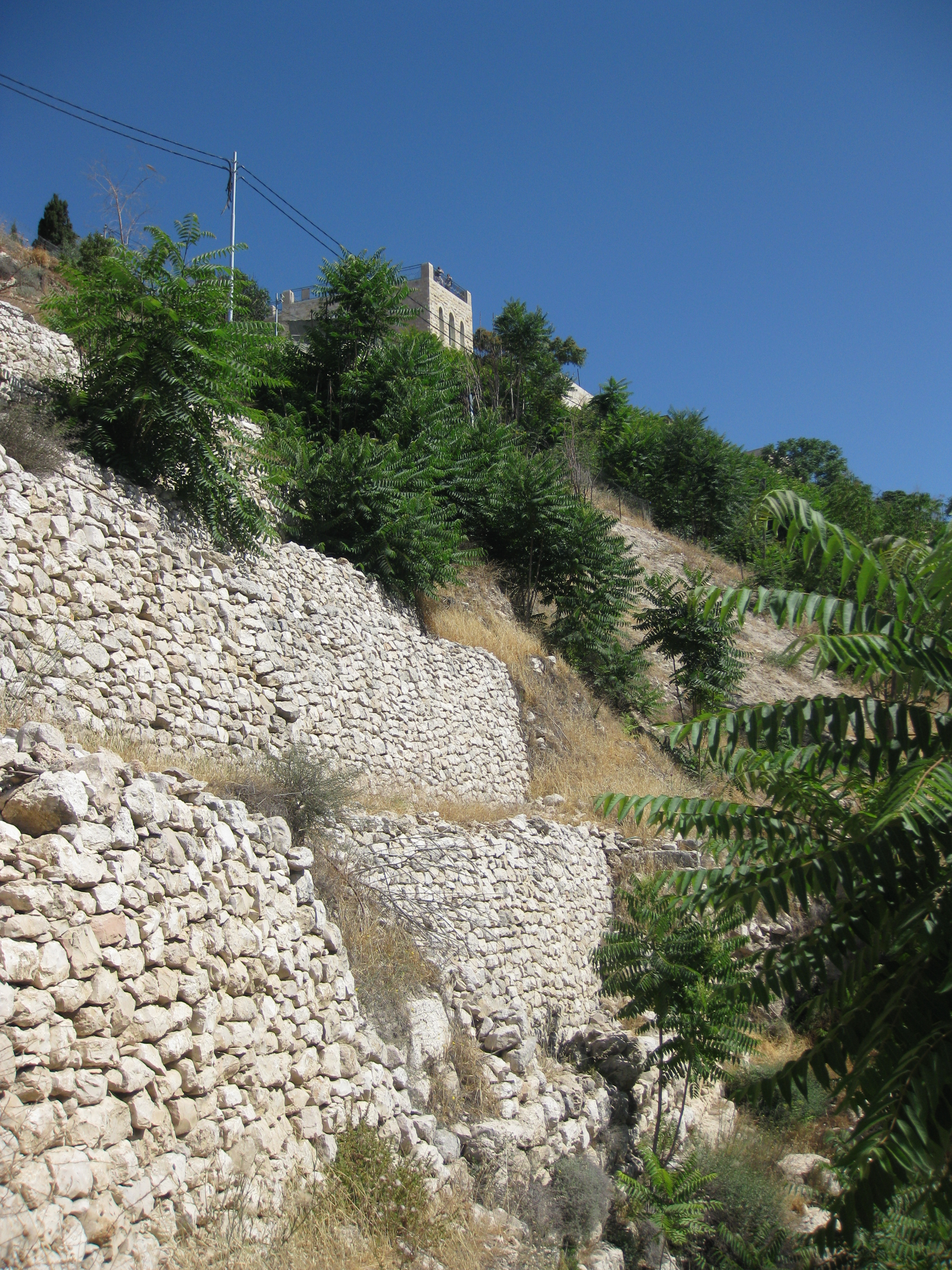
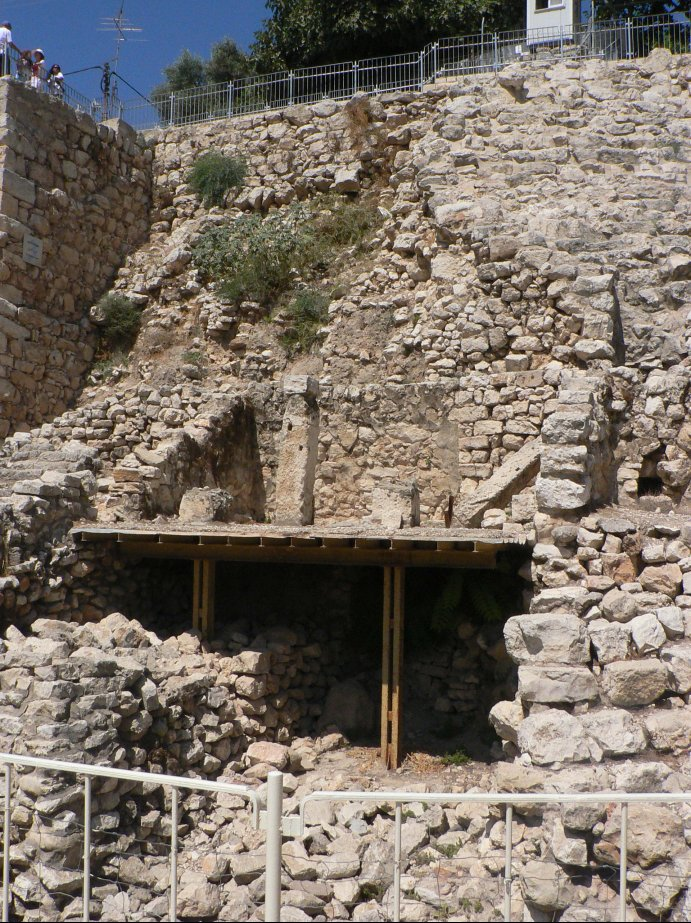
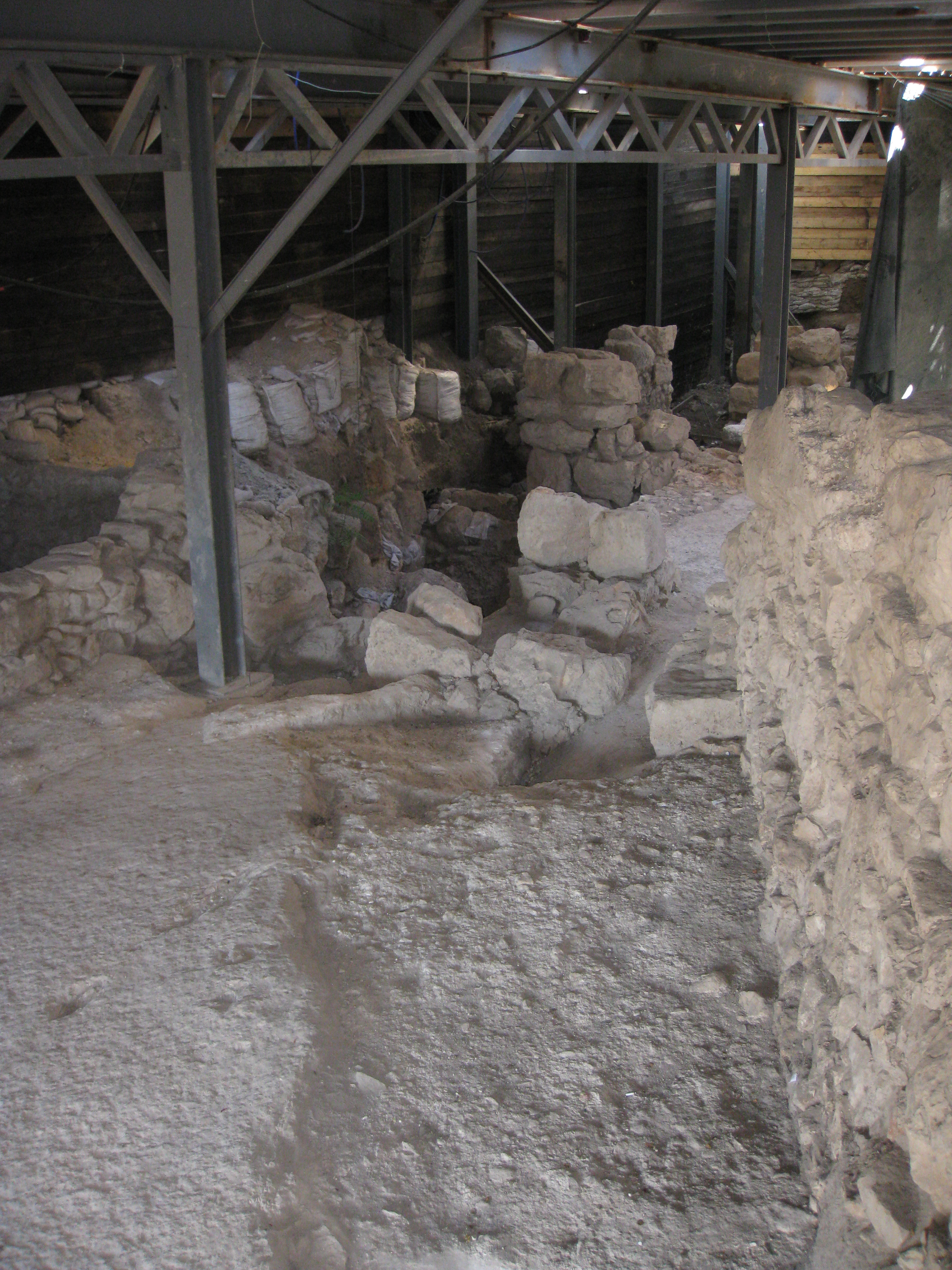
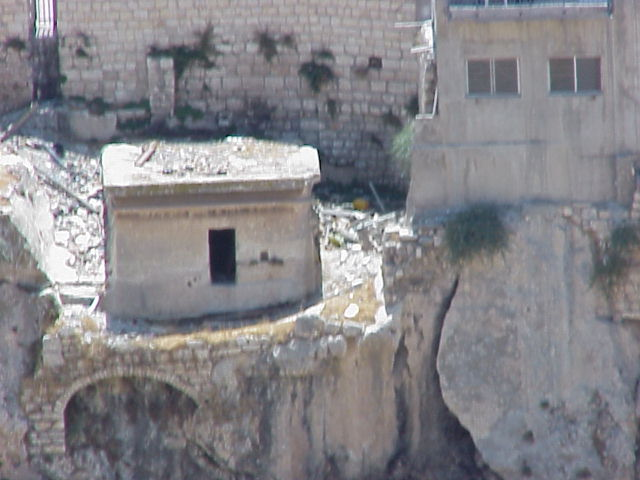
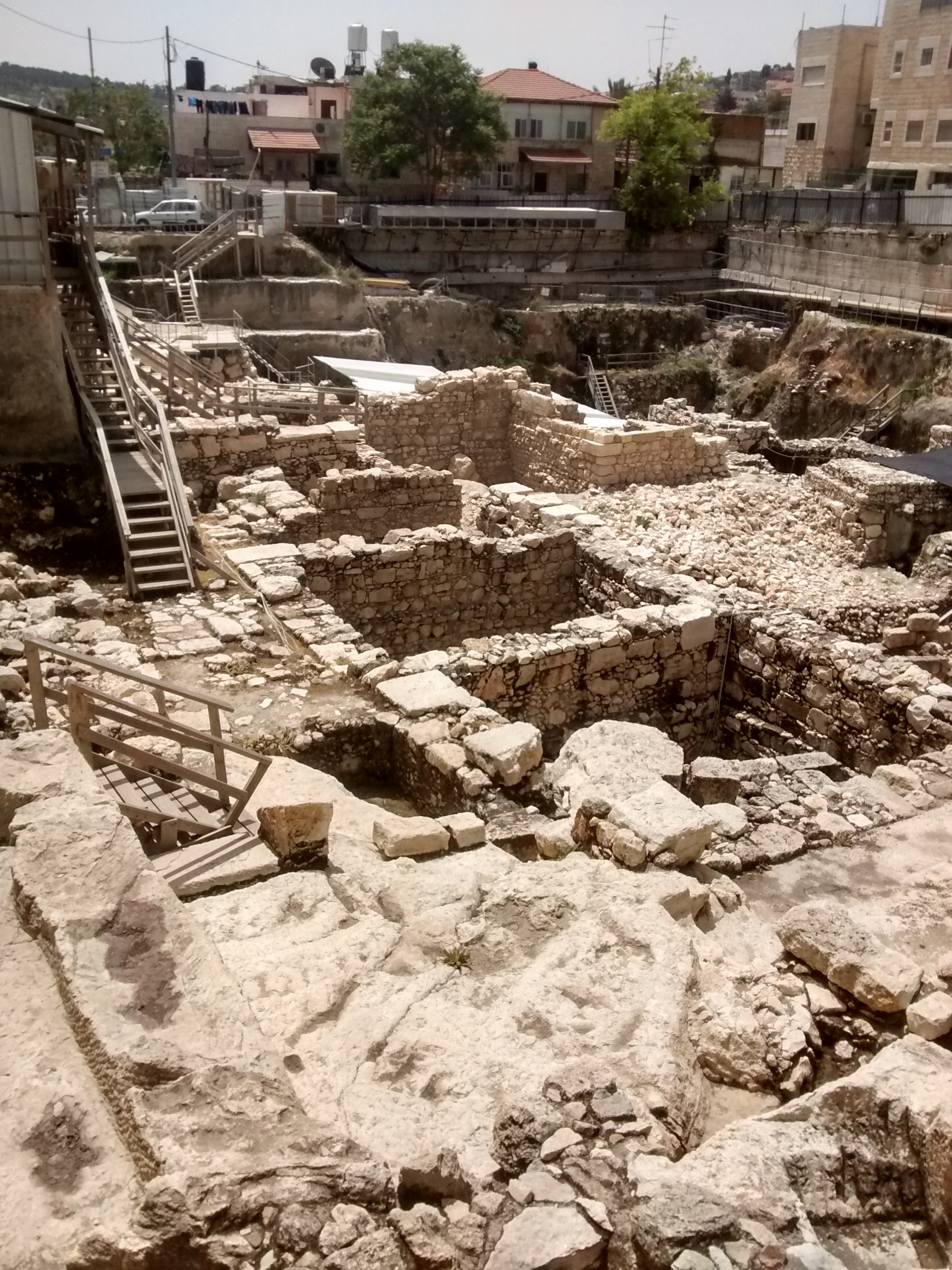